# Теракт в Марракеше (2011)

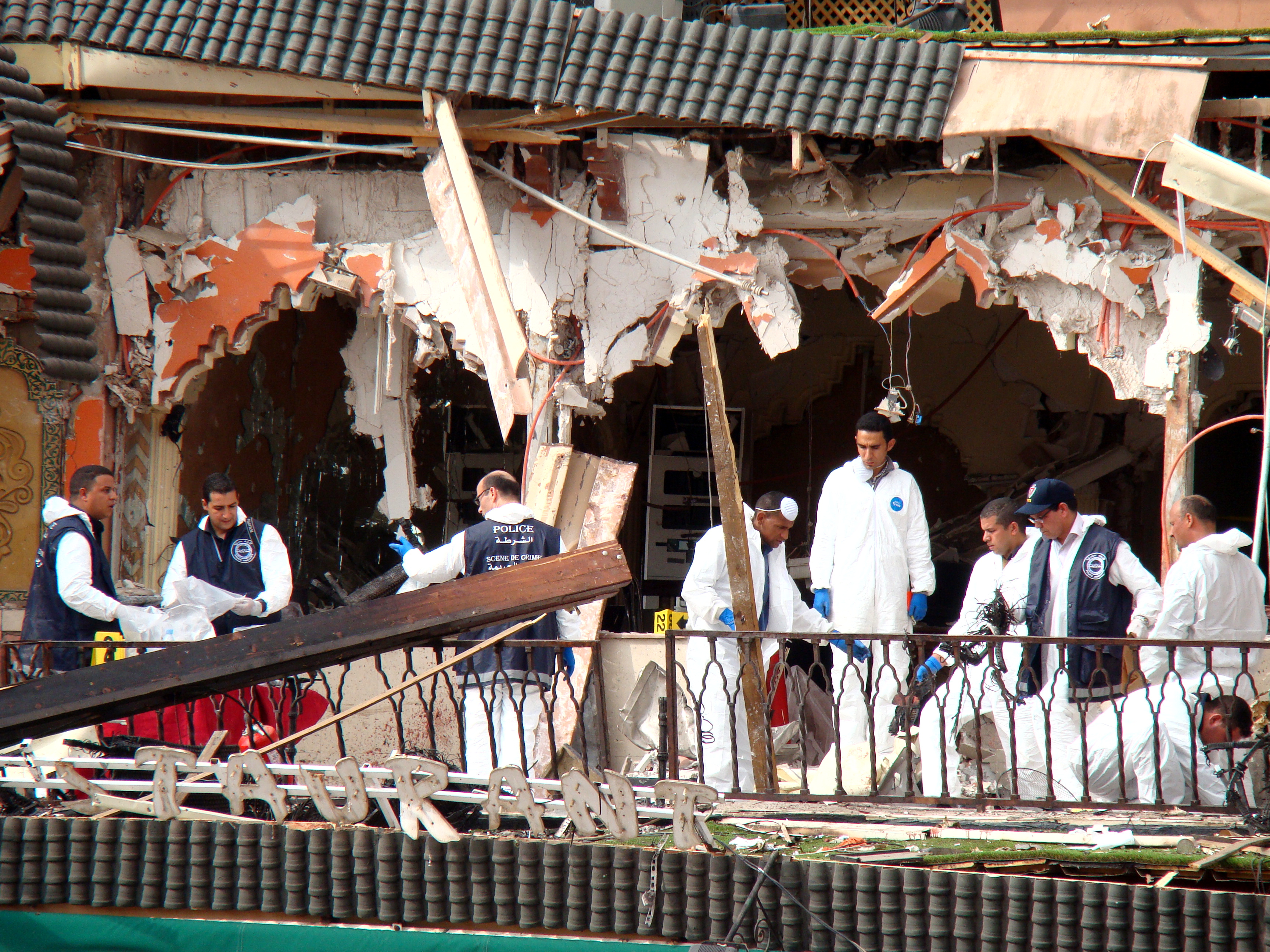
Полицейские на месте взрыва спустя несколько часов

Теракт в Марракеше — взрыв в кафе на площади Джемаа аль-Фна в центре Марракеша, произошедший 28 апреля 2011 года.
В результате взрыва погибло 17 человек, более 20 человек ранены. Две бомбы в чемодане были оставлены в популярном среди иностранных туристов кафе, а затем приведены в действие с помощью мобильного телефона. Большинство погибших были туристами. Среди пострадавших оказался и Роман Селезнёв, сын депутата Валерия Селезнёва, осуждённый в 2017 году в США за кражу данных кредитных карт.

## Ответственность за теракты
Правительство Марокко возложило ответственность за теракт на организацию Аль-Каида в Исламском Магрибе. Однако Аль-Каида отрицает свою причастность к взрыву.
28 октября 2011 года суд по преступлениям террористической направленности в Марокко приговорил Адиля аль-Атмани к смертной казни. По версии обвинения, именно он оставил в кафе, а затем дистанционно привёл в действие бомбы. Сообщник аль-Атмани Хаким Да получил пожизненное заключение, четыре человека приговорены к четырём годам заключения, а ещё трое получили по три года тюрьмы.

## Международная реакция
Президент Армении Серж Саргсян направил свои соболезнования королю Марокко и выразил свою поддержку «в деле выявления и достойного наказания преступников».